# Jesuitengymnasium Vilnius

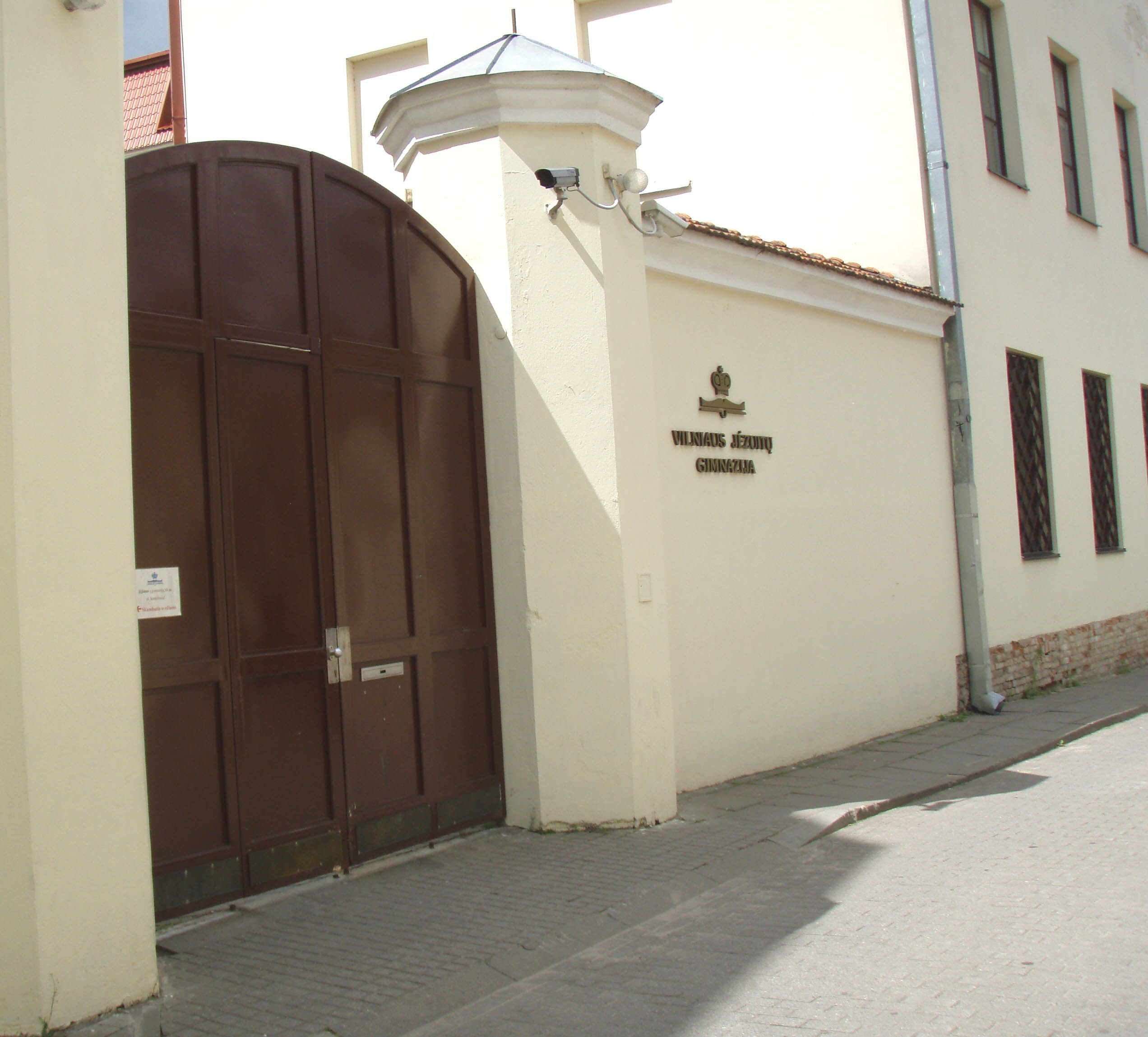
Jesuitengymnasium in der Altstadt Vilnius

Das Jesuitengymnasium Vilnius (Lit.: Vilniaus jėzuitų gimnazija) mit Sitz in der litauischen Hauptstadt Vilnius ist eine von Jesuiten geführte höhere Bildungsanstalt für Jungen und Mädchen. Die Schule sieht sich in der jesuitischen Bildungstradition und liegt unmittelbar neben der  St.-Kasimir-Kirche und dem  Rathaus im Zentrum der  Altstadt. Sie zählt zu den besten Schulen Litauens und wird vom  Auswärtigen Amt gefördert. Auch  Bundeskanzlerin Angela Merkel besuchte die Schule bereits.

## Geschichte
Das Jesuitengymnasium in Vilnius wurde bereits 1570 von Jesuiten als Collegium Vilnense Societati Jesu gegründet.
1997 gab es die ersten Abiturienten und seit 1998 besteht eine intensive Partnerschaft mit dem Kolleg St. Blasien.

## Direktoren
- Antanas Gražulis SJ
- Faustas Meškuotis
- Br. Virgilijus Saulius SJ
- Artūras Sederevičius SJ
- s. Edita Šicaitė